# لاکهید بیگ دیپر
لاکهید بیگ دیپر (به انگلیسی: Lockheed Big Dipper) یک هواگرد ساختِ کارخانهٔ لاکهید کورپوریشن در کشور ایالات متحده آمریکا است. این هواگرد برای نخستین بار در ۱۰ دسامبر ۱۹۴۵ میلادی مورد استفاده قرار گرفت.